# Gianluigi Lentini
Gianluigi Lentini (* 27. März 1969 in Carmagnola) ist ein ehemaliger italienischer Fußballspieler.

## Karriere
Durch seinen Wechsel von Torino Calcio zum AC Mailand hatte Lentini 1992 zeitweise den Ruf des teuersten Fußballers der Welt. Die für damalige Verhältnisse unglaubliche Ablösesumme von 18,5 Milliarden Lire, welche durch einen immensen Poker um die Gunst des Spielers zwischen Milan und Juventus Turin zustande kam, löste im europäischen Fußball der 1990er Jahre eine Entwicklung aus, in der immer höhere Summen für den Wechsel eines Spielers zu einem anderen Verein gezahlt wurden. Selbst der Vatikan schaltete sich 1992 in die Diskussion um den Wechsel Lentinis zum AC Mailand ein und bezeichnete die Zahlung einer solch horrenden Summe für einen einzigen Fußballspieler als „unanständig“.
In seiner ersten Saison, 1992/93, kam Gianluigi Lentini für die Mailänder 30-mal zum Einsatz und gewann die italienische Meisterschaft. Das Jahr 1993 brachte aber auch einen radikalen Bruch in seiner  Karriere, von dem er sich als Sportler nie mehr erholen konnte. Bei einem Autounfall trug er schwere Kopfverletzungen davon und fiel sogar für kurze Zeit ins Koma.
In den folgenden Jahren spielte er nur noch selten für Milan. Seine Einwechslung kurz vor Spielende im Champions-League-Finale 1995 war der letzte Höhepunkt in Lentinis Karriere. Danach stand er bei Atalanta Bergamo (1996/97), Torino Calcio (1997–2000), Cosenza (2001–2004) und der AS Canelli (2004–2008) unter Vertrag. Anschließend spielte er noch für ASD Saviglianese Calcio (2008/09) und ab 2009 für die AC Nicese.